# Hexatoma decurvata
Hexatoma decurvata är en tvåvingeart som beskrevs av Alexander 1937. Hexatoma decurvata ingår i släktet Hexatoma och familjen småharkrankar.
Artens utbredningsområde är Madagaskar. Inga underarter finns listade i Catalogue of Life.